# Josia auriflua
Josia auriflua là một loài bướm đêm thuộc họ Notodontidae. Nó được tìm thấy ở Nam Mỹ, from Bolivia to Guyane thuộc Pháp (bao gồm miền tây Andes in Colombia và Ecuador).